# 張含韻
張 含韵（張含韻とも、チャン・ハンユン、英語名: ベイビー・チャン、クリスティ・チャン、1989年4月9日 - ）は、中国の歌手、女優。

## 経歴
- 2004年に湖南テレビ局主催『超級女声』オーディションに応募、インターネット投票数最高獲得者となり、最終成績は第3位に輝いた。
- 2005年は『2005年快楽中国超級女声』オーディションの番組キャラクターや内蒙古蒙牛乳業（集団）股份有限公司『蒙牛酸乳』乳飲料キャラクターに選ばれ人気を集める。同年7月にアルバム『我很 張含韵』でデビュー。12月にミニアルバム『BabyX'mas新年好』を発表。
- 2007年2月に2枚目のフルアルバム『青春無敵』を発表。

## 人物
- 四川省徳陽出身。
- 10代のアイドル歌手がまだ珍しい中国で、同世代の学生を中心に支持を集めている。
- 日本の女優の石原さとみに似ていると言われている。

## エピソード
- 2007年6月、ネット上で自身のコラージュ写真が出回る事件があり、本人は「まともに見られなかった。みんな真似をしないでほしい」と涙ながらに訴えている。この件は一部日本のメディアでも取り上げられたため、彼女の日本での知名度を上げることとなった。

## ディスコグラフィー

### アルバム
- 『我很 張含韵』 (2005年7月　中国)　
  - デビューアルバム
- 『BabyX'mas 新年好』（2005年12月 中国）
  - ミニアルバム
- 『Baby Zhang』 (2006年4月 香港特別版)　
  - 中国版の『我很 張含韵』から数曲を入れ換え再構成
- 『青春無敵』 (2007年2月　中国)　
  - 2枚目のフルアルバム
- 『一人一夢』 (2007年8月　中国)　
  - 『青春無敵』に新曲「一人一夢」1曲を加えた新バージョン

## 出演作品
テレビドラマ
- 蘭陵王妃 〜王と皇帝に愛された女〜（2016年）